# Insurtech
Une insurtech (ou assurtech) est une entreprise développant une solution technologique appliquée au domaine de l'assurance, par analogie aux Fintech dans le domaine financier et bancaire. Ces entreprises cherchent à optimiser les process assurantiels, de la tarification à la gestion des sinistres en passant par la lutte contre la fraude, en s'appuyant sur des innovations comme l'intelligence artificielle, l'analyse du big data ou éventuellement la blockchain. Les néo-assurances correspondent toutes à une forme d’insurtech en ce qu’elles reposent sur une approche 100 % digitale, mais l'inverse n'est pas vrai : toutes les insurtech ne sont pas des néo-assurances.

## Utilisation
Les solutions proposées se basent majoritairement sur l'intelligence artificielle, le cloud computing et le big data et apportent une solution plus performante aux assureurs historiques afin qu'ils puissent optimiser leurs coûts, leurs délais de traitements, diminuer la fraude ou apporter une meilleure expérience utilisateur.
Les insurtechs peuvent être des start-up ou des essaimages de compagnies déjà établies qui doivent agir de manière rapide en délivrant des solutions différenciantes basées sur les plus récentes technologies.

## Mise en œuvre
Les insurtechs, proposent des solutions pour résoudre différentes problématiques auxquelles le monde de l'assurance est confronté, les thématiques principales sur lesquelles se positionnent les insurtechs sont :
- la tarification intelligente et gestion du risque ;
- les parcours clients simples et fluides ;
- la lutte contre la fraude ;
- la gestion des sinistres.

Parmi les insurtechs on trouve :
- en France, Shift Technology plateforme de détection de la fraude, Akur8 ou Zelros, plateforme multi produit d'amélioration de la productivité des assureurs ;
- en Europe et dans le monde, Friss (détection de la fraude), Quantee (tarification intelligente), Insurely (moteur intelligent de construction et d'analyse des polices d'assurance).

## Différence entre insurtech et nouvelle-assurance
Il existe parfois une confusion entre ces deux termes :
- la notion d'« insurtech » englobe toutes les initiatives du secteur de l'assurance intégrant des innovations technologiques. Il peut s'agir de startups proposant de nouvelles applications ou plateformes, ou d'entreprises fournissant des solutions technologiques aux assureurs traditionnels ;
- la notion de Néo-assurance fait généralement référence à des assureurs (ou filiales) qui opèrent exclusivement en ligne, et qui mettent en œuvre, par leur modèle digital natif, une offre d'assurance où le processus de souscription, de gestion des contrats et de règlement des sinistres est repensé pour le Web intelligent ; pour se dérouler sans intervention d'agences physiques.

Les « nouveaux assureurs » proposent aussi des solutions technologiques qui permettent de résoudre des problématiques concrètes du monde de l'assurance, cependant les nouvelles assurances ne commercialisent pas directement leurs solutions technologiques[réf. nécessaire] et les utilisent elles-mêmes pour acquérir des clients et pour les gérer ; les nouvelles assurances peuvent aussi dans certains cas faire appel à des Insurtechs pour répondre à des besoins où elles peuvent s'appuyer sur l'avance des solutions déjà disponibles sur le marché afin de ne pas se défocaliser de leur mission principale.